# بطولة إفريقيا للتايكوندو
بطولة أفريقيا للتايكوندو هي بطولة أفريقية في رياضة التايكوندو تقام كل عامين، ينظمها الاتحاد الإفريقي للتايكوندو جنبًا إلى جنب مع اتحاد جنوب أفريقيا للتايكوندو، وكلاهما يتبعان الاتحاد العالمي للتايكوندو.
جرت النسخة الأولى من البطولة سنة 1996 في جوهانسبرغ بجنوب أفريقيا.

## النُسَخ[4]
| النسخة | السنة   | المدينة المستضيفة | البلد المضيف | بطل الرجال | بطل النساء |
| ------ | ------- | ----------------- | ------------ | ---------- | ---------- |
| 1      | 1996 () | جوهانسبرغ         | جنوب إفريقيا | ليسوتو     | كينيا      |
| 2      | 1998 () | نيروبي            | كينيا        | ليسوتو     | ليسوتو     |
| 3      | 2001 () | داكار             | السنغال      | السنغال    | السنغال    |
| 4      | 2003 () | أبوجا             | نيجيريا      | مصر        | مصر        |
| 5      | 2005 () | أنتاناناريفو      | مدغشقر       | ساحل العاج | ساحل العاج |
| 6      | 2009 () | ياوندي            | الكاميرون    | مصر        | المغرب     |
| 7      | 2010 () | طرابلس            | ليبيا        | تونس       | المغرب     |
| 8      | 2012 () | أنتاناناريفو      | مدغشقر       | ساحل العاج | مصر        |
| 9      | 2014 () | تونس              | تونس         | مصر        | مصر        |
| 10     | 2016 () | بورسعيد           | مصر          | مصر        | مصر        |
| 11     | 2018 () | أكادير            | المغرب       | تونس       | المغرب     |
| 12     | 2021 () | دكار              | السنغال      | تونس       | المغرب     |
| 13     | 2022 () | كيغالي            | رواندا       | المغرب     | المغرب     |

## روابط خارجية
- بطولة إفريقيا للتايكوندو على موقع TaekwondoData.com (الإنجليزية)